# François Hippolyte Désiré Mantion
Pour les articles homonymes, voir Mantion (homonymie).
François Hippolyte Désiré Mantion, dit François Mantion, né le 25 avril 1825 à Montchauvet et mort le 20 août 1897, est un ingénieur polytechnicien français. 
Il fit toute sa carrière dans les chemins de fer et fut notamment directeur de la Compagnie du chemin de fer de Paris à Orléans. Il a également été professeur du cours des Chemins de fer à l'École Centrale des Arts et Manufactures.

## Biographie

### Jeunesse et formation
François Hippolyte Désiré Mantion est né le 25 avril 1825 à Montchauvet dans le département de Seine-et-Oise. Ses parents, François Thomas Mantion et Marie-Catherine Hubert sont propriétaires à Dammartin dans ce même département.
Il passe le concours d'entrée à l'École Polytechnique de Paris en 1843. Il est nommé Sergent-Major pendant l'année scolaire 1844-1845 et en 1845 passe en 1re division (1er sur 155) puis est déclaré admissible dans les services publics (1er sur 158) et admis dans le service des Ponts et chaussées (1er sur 25).

### Carrière
Il commence sa carrière d'ingénieur des ponts et chaussées en collaborant à la réalisation du chemin de fer de Paris à Strasbourg. Le 4 juin, il est ingénieur ordinaire, attaché au service architectural de la 3e et de la 4e section, lorsqu'il est également placé sous les ordres de M. de Sazilly pour le service de la 1re section.
En septembre 1852, il est mis en congé illimité et autorisé à passer au service de la compagnie concessionnaire du chemin de fer du Nord, pour les études et travaux de l'embranchement de Tergnier à Reims. Pour cette même compagnie il devient l'ingénieur en chef chargé de la réalisation de la ligne de Saint-Denis à Creil. Il y réalise plusieurs ouvrages d'art remarquables et notamment le viaduc de Commelles qui lui valut la « médaille d'or des Annales des Ponts et Chaussées ».
Il prend ensuite des fonctions de directeurs, tout d'abord de la Compagnie des chemins de fer algériens, puis du chemin de fer de Ceinture de Paris avant de revenir à la Compagnie du Nord pour prendre le poste de directeur en chef des travaux. En 1883 il devient directeur de la Compagnie du chemin de fer de Paris à Orléans, en remplacement de M. Sevène décédé subitement. Il restera à ce poste de direction jusqu'à sa retraite.

### Décès
Il meurt à Saint-Lunaire le 20 août 1897.